# Gynoplistia gingera
Gynoplistia gingera là một loài ruồi trong họ Limoniidae. Chúng phân bố ở miền Australasia.